# NGC 756
NGC 756 (również PGC 7078) – galaktyka soczewkowata (S0), znajdująca się w gwiazdozbiorze Wieloryba. Odkrył ją Francis Leavenworth 9 listopada 1885 roku. Na niebie towarzyszy jej mniejsza galaktyka spiralna, jednak na razie nie wiadomo, czy istnieje jakikolwiek fizyczny związek między nimi.